# Copa CECAFA 2004
La Copa CECAFA del 2004 fue la edición número 28 del campeonato regional del África del Este.
Todos los partidos se jugaron en Addis Abeba del 11 de diciembre hasta el 25 de diciembre.

## Información
- Eritrea y  Yibuti se retiraron antes del inicio del campeonato.
- El torneo se renombró Copa Señor Al Amoundi por el billonario saudí Mahoma Al Amoundi y todas las camisetas de los equipos debían llevar como patrocinador el logo.

## Grupo A
| Equipo   | Pts | Pld | W | D | L | GF | GA | GD  |
| -------- | --- | --- | - | - | - | -- | -- | --- |
| Etiopía  | 10  | 4   | 3 | 1 | 0 | 7  | 1  | +6  |
| Burundi  | 9   | 4   | 3 | 0 | 1 | 8  | 4  | +4  |
| Ruanda   | 7   | 4   | 2 | 1 | 1 | 10 | 5  | +5  |
| Zanzíbar | 3   | 4   | 1 | 0 | 3 | 7  | 11 | -4  |
| Tanzania | 0   | 4   | 0 | 0 | 4 | 2  | 13 | -11 |

| 11 de diciembre de 2004, 12:00 | Ruanda                                        | 4:2 (3:1) | Zanzíbar                             | Estadio Nacional de Addis Abeba, Addis Abeba |  |
|                                | Jean Lomani 9' 28' 48' · Olivier Karekezi 24' |           | Abdullah Juma 4' · Jimmy Ndizeye 87' |                                              |  |

| 11 de diciembre de 2004, 14:00 | Etiopía                                | 2:1 (2:0) | Burundi                    | Estadio Nacional de Addis Abeba, Addis Abeba |  |
|                                | Sebsibe Shegere 20' · Fikru Tefera 22' |           | Jean Hakizimana 75' (pen.) |                                              |  |

| 13 de diciembre de 2004, 11:00 | Zanzíbar                                                            | 4:2 (2:2) | Tanzania                                | Estadio Nacional de Addis Abeba, Addis Abeba |  |
|                                | Abdallah Soud 6' (pen.) · Abdullah Juma 29' 74' · Twaha Mohamed 85' |           | Micky Maxime 23' · Athumani Machupa 32' |                                              |  |

| 13 de diciembre de 2004, 13:00 | Burundi                                                                    | 3:1 (0:0) | Ruanda           | Estadio Nacional de Addis Abeba, Addis Abeba |  |
|                                | Jean Hakizimana 51' (pen.) · Said Ntibanzokizia 54' · Aime Nzohabonayo 84' |           | Jimmy Gatete 59' |                                              |  |

| 15 de diciembre de 2004, 10:30 | Tanzania | 0:2 (0:0) | Burundi                | Estadio Nacional de Addis Abeba, Addis Abeba |  |
|                                |          |           | Nicholas Lewis 46' 90' |                                              |  |

| 15 de diciembre de 2004, 12:30 | Ruanda | 0:0 | Etiopía | Estadio Nacional de Addis Abeba, Addis Abeba |  |

| 17 de diciembre de 2004, 11:30 | Burundi                                          | 2:1 (1:0) | Zanzíbar           | Estadio Nacional de Addis Abeba, Addis Abeba |  |
|                                | Claude Nahimana 43' · Jean Hakizimana 79' (pen.) |           | Maulid Ibrahim 73' |                                              |  |

| 17 de diciembre de 2004, 13:30 | Etiopía                                   | 2:0 (0:0) | Tanzania | Estadio Nacional de Addis Abeba, Addis Abeba |  |
|                                | Anteneh Alamrew 55' · Tafesse Tesfaye 90' |           |          |                                              |  |

| 19 de diciembre de 2004, 11:30 | Tanzania | 0:5 (0:1) | Ruanda                                                                | Estadio Nacional de Addis Abeba, Addis Abeba |  |
|                                |          |           | Jean Lomani 27' 77' 83' · Olivier Karekezi 75' · Abdul Sibomana 90+2' |                                              |  |

| 19 de diciembre de 2004, 11:30 | Zanzíbar | 0:3 (0:0) | Etiopía                                                  | Estadio Nacional de Addis Abeba, Addis Abeba |  |
|                                |          |           | Fikru Tefera 50' · Ashenafi Girma 54' · Hider Manzur 65' |                                              |  |

## Grupo B
| Equipo  | Pts | Pld | W | D | L | GF | GA | GD |
| ------- | --- | --- | - | - | - | -- | -- | -- |
| Sudán   | 7   | 3   | 2 | 1 | 0 | 9  | 3  | +6 |
| Kenia   | 5   | 3   | 1 | 2 | 0 | 4  | 3  | +1 |
| Uganda  | 4   | 3   | 1 | 1 | 1 | 4  | 4  | 0  |
| Somalia | 0   | 3   | 0 | 0 | 3 | 0  | 7  | -7 |

| 12 de diciembre de 2004, 11:00 | Uganda                 | 2:0 (2:0) | Somalia | Estadio Nacional de Addis Abeba, Addis Abeba |  |
|                                | Edward Kalungi 30' 42' |           |         |                                              |  |

| 12 de diciembre de 2004, 13:00 | Kenia                              | 2:2 (1:1) | Sudán                                           | Estadio Nacional de Addis Abeba, Addis Abeba |  |
|                                | Sammy Simiyu 37' · John Baraza 74' |           | Haitham Mustafa 45' (pen.) · Haitham Tambal 79' |                                              |  |

| 14 de diciembre de 2004, 11:00 | Sudán                                                               | 3:1 (2:0) | Uganda                     | Estadio Nacional de Addis Abeba, Addis Abeba |  |
|                                | Haitham Tambal 3' · Bader El Doud Abdalla 27' · Haitham Mustafa 75' |           | Andrew Mwesigwa 82' (pen.) |                                              |  |

| 14 de diciembre de 2004, 13:00 | Somalia | 0:1 (0:1) | Kenia          | Estadio Nacional de Addis Abeba, Addis Abeba |  |
|                                |         |           | John Baraza 7' |                                              |  |

| 18 de diciembre de 2004, 12:00 | Sudán                                                                              | 4:0 (0:0) | Somalia | Estadio Nacional de Addis Abeba, Addis Abeba |  |
|                                | Haitham Mustafa 47' · Abdelhamid Amari 63' · Haitham Tambal 69' · Mohamed Omar 90' |           |         |                                              |  |

| 18 de diciembre de 2004, 14:00 | Kenia           | 1:1 (1:0) | Uganda                 | Estadio Nacional de Addis Abeba, Addis Abeba |  |
|                                | Mike Mururi 20' |           | Dennis Obua 77' (pen.) |                                              |  |

## Semifinales
| 22 de diciembre de 2004, 12:00 | Etiopía                                   | 2:2 (1:0) (5:4 p.) | Kenia                             | Estadio Nacional de Addis Abeba, Addis Abeba |  |
|                                | Anteneh Alamrew 24' · Tafesse Tesfaye 58' |                    | Mike Mururi 65' · John Baraza 85' |                                              |  |

| 22 de diciembre de 2004, 14:00 | Sudán                      | 1:2 (0:1) | Burundi                                     | Estadio Nacional de Addis Abeba, Addis Abeba |  |
|                                | Haitham Mustafa 54' (pen.) |           | Said Ntibanzokizia 22' · Nicholas Lewis 75' |                                              |  |

## Tercer lugar
| 24 de diciembre de 2004, 11:00 | Kenia           | 1:2 (0:1) | Sudán                  | Estadio Nacional de Addis Abeba, Addis Abeba |  |
|                                | John Baraza 82' |           | Haitham Tambal 30' 60' |                                              |  |

## Final
| 25 de diciembre de 2004, 12:00 | Etiopía                                                           | 3:0 (2:0) | Burundi | Estadio Nacional de Addis Abeba, Addis Abeba |  |
|                                | Andualem Nigussie 25' · Tafesse Tesfaye 32' · Anteneh Alamrew 49' |           |         |                                              |  |

| Sudan           |
| Campeón Etiopía |
| Tercer título   |

## Goleadores
| Jugador               | Selección | Goles |
| --------------------- | --------- | ----- |
| Jean Lomani           | Ruanda    | 6     |
| Haitham Tambal        | Sudán     | 5     |
| John Baraza           | Kenia     | 4     |
| Haitham Mustafa       | Sudán     | 4     |
| Abdullah Juma         | Zanzíbar  | 3     |
| Jean Hakizimana       | Burundi   | 3     |
| Tafesse Tesfaye       | Etiopía   | 3     |
| Anteneh Alamrew       | Etiopía   | 3     |
| Nicholas Lewis        | Burundi   | 3     |
| Edward Kalungi        | Uganda    | 2     |
| Fikru Tefera          | Etiopía   | 2     |
| Olivier Karekezi      | Etiopía   | 2     |
| Said Ntibanzokizia    | Burundi   | 2     |
| Mike Mururi           | Kenia     | 2     |
| Sebsibe Shegere       | Etiopía   | 1     |
| Jimmy Ndizeye         | Zanzíbar  | 1     |
| Sammy Simiyu          | Kenia     | 1     |
| Jimmy Gatete          | Ruanda    | 1     |
| Aime Nzohabonayo      | Burundi   | 1     |
| Bader El Doud Abdalla | Sudán     | 1     |
| Andrew Mwesigwa       | Uganda    | 1     |
| Abdallah Soud         | Zanzíbar  | 1     |
| Twaha Mohamed         | Zanzíbar  | 1     |
| Abdelhamid Amari      | Sudán     | 1     |
| Micky Maxime          | Tanzania  | 1     |
| Athumani Machupa      | Tanzania  | 1     |
| Claude Nahimana       | Burundi   | 1     |
| Maulid Ibrahim        | Zanzíbar  | 1     |
| Mohamed Omar          | Sudán     | 1     |
| Dennis Obua           | Uganda    | 1     |
| Ashenafi Girma        | Etiopía   | 1     |
| Hider Manzur          | Etiopía   | 1     |
| Abdul Sibomana        | Ruanda    | 1     |
| Andualem Nigussie     | Etiopía   | 1     |